# Little Braver
《Little Braver》是以日本電視動畫《Angel Beats!》中名叫「Girls Dead Monster」的女孩團體（All-female band）為名義，於2010年6月9日由Visual Art's所發售的該樂團第3張單曲，而負責製作的音樂公司為隸屬於Visual Art's旗下的Key Sounds Label。《Little Braver》總共收錄了三首與動畫中相關的曲目，而單曲的主唱全部由LiSA重新演唱錄製。

## 介紹
作為「Girls Dead Monster」第3張單曲的《Little Braver》是在繼《Thousand Enemies》，再次以LiSA為主所推出的音樂專輯，其中部分曲目亦收錄於2010年6月30日所發布的音樂專輯《Keep The Beats!》之中。《Little Braver》也於《Angel Beats!》官方網站上發布了單曲專輯的音樂影片，內容除了有LiSA本人拍攝的表演內容之外，還插入了有《Angel Beats!》動畫的片段場景內容。
《Little Braver》推出隔天6月10日，便作為《Angel Beats!》音樂專輯之一在Oricon的當日最高排行榜上排名第1名。而在稍後6月21日所統計的Oricon當周單曲排行榜之中，以《Angel Beats!》音樂專輯系列作品最高銷售量的成績被列為第二名，並達成於推出第一周便售出將近38,800份的銷售成績。值得注意的是原本Visual Art's計畫是要以第二首歌曲《Shine Days》作為標題曲推出，然而麻枝准在錄音的過程中親自表示「我更喜歡把這（《Little Braver》）放在這裡」，也因此《Little Braver》最終成為單曲專輯的標題音樂。

## 收錄曲目
| 曲序 | 曲目          | 备注                                                    | 时长 |
| ---- | ------------- | ------------------------------------------------------- | ---- |
| 1.   | Little Braver | 以同首歌曲的形式收錄於音樂專輯《Keep The Beats!》之中。 | 4:33 |
| 2.   | Shine Days    | 第10話中作為插入歌曲使用。                              | 4:57 |
| 3.   | Answer Song   |                                                         | 5:34 |

## 收錄專輯
| 歌曲名        | 收錄專輯            | 發售日        |
| ------------- | ------------------- | ------------- |
| Little Braver | 《Keep The Beats!》 | 2010年6月30日 |
| Shine Days    | 《Keep The Beats!》 | 2010年6月30日 |

## 外部連結
- http://www.lxixsxa.com/ （页面存档备份，存于）（日語）
- http://key.soundslabel.com/discography.html?ksl0055/ksl0055 （页面存档备份，存于）（日語）